# Nume oficiale ale Africii de Sud
Există unsprezece nume oficiale ale Africii de Sud , un număr de nume oficiale al unei țări depășit doar de India. 
Aceste nume sunt, din 1994, în nouă limbi bantu, alături de afrikaans și engleză.  În aceste limbi bantu sunt incluse și limbile Nguni, isiZulu, isiXhosa, isiNdebele și Siswati, respectiv limbile din grupul de limbi sotho, care includ Setswana, Sesotho și Sesotho sa Leboa.  Ultimele două limbi prezente în Constituția Africii de Sud din 1994 sunt Tshivenda și Xitsonga.
- Republiek van Suid-Afrika  (în afrikaans)
- Republic of South Africa (în engleză)
- IRiphabliki yeSewula Afrika (în IsiNdebele)
- IRiphabliki yaseMzantsi Afrika (în IsiXhosa)
- IRiphabliki yaseNingizimu Afrika (în IsiZulu)
- Rephaboliki ya Afrika-Borwa (în Sepedi)
- Rephaboliki ya Afrika Borwa (în Sesotho)
- Rephaboliki ya Aforika Borwa (în Setswana)
- IRiphabhulikhi yeNingizimu Afrika (în SiSwati)
- Riphabuḽiki ya Afurika Tshipembe (în Tshivenda)
- Riphabliki ra Afrika Dzonga (în Xitsonga)